# راكيل بينيا
راكيل بينيا (بالإسبانية: Raquel Peña)‏ (20 ديسمبر 1988 بلاس بالماس دي غران كناريا في إسبانيا - ) هي لاعبة كرة قدم إسبانية في مركز الهجوم. شاركت مع منتخب إسبانيا لكرة القدم للسيدات. أما مع النوادي، فقد لعبت مع أتلتيكو مدريد للسيدات.

## وصلات خارجية
- راكيل بينيا على موقع الاتحاد الأوربي (الإنجليزية)
- راكيل بينيا على موقع قاعدة بيانات كرة القدم.إي يو (الإنجليزية)